# Ron Hansen
Ronald Lavern Hansen (Oxford, Nebraska, 5 de abril de 1938), más conocido como Ron Hansen, es un exjugador profesional estadounidense de béisbol que se desempeñó en la posición de campocorto en las Grandes Ligas de Béisbol (MLB). Logró obtener el premio Novato del Año.

## Carrera
Hansen jugó como profesional cinco temporadas en Baltimore Orioles (1958-1962), después pasó por varios equipos, Chicago White Sox (1963-1967), Washington Senators (1968), Chicago White Sox (1968-1969), New York Yankees (1970-1971), y finalmente, se unió a Kansas City Royals, donde jugó una temporada (1972), y fue el equipo en el que se retiró.

## Premios
En 1960, fue galardonado con el premio Novato del Año.